# Erman Güraçar
Erman Güraçar (* 24. August 1974 in Ankara) ist ein ehemaliger türkischer Fußballspieler und -funktionär.

## Spielerkarriere

### Verein
Güraçar begann seine Profifußballkarriere 1994 beim Drittligisten TKİ Soma Linyitspor. Mit diesem Verein erlebte er in der Drittligasaison 1993/94 den Playoffsieg der Liga und damit den ersten Aufstieg der Vereinsgeschichte in die 2. türkische Profiliga. In der ersten Zweitligasaison saß Güraçar fast ausschließlich auf der Ersatzbank und absolvierte nur einige wenige Einsätze. In der zweiten Zweitligaspielzeit eroberte er sich aber einen Stammplatz. Durch seine Leistungen machte er die Vereine der oberen Liga auf sich aufmerksam. So wechselte er im Sommer 1996 zum Erstligisten Denizlispor. Mit diesem Klub stieg er aber bereits nach einer Saison wieder in die 2. Liga ab. Nach dem Abstieg blieb er bei Denizlispor und spielte noch eine Spielzeit.
Zur Saison 1998/99 wechselte Güraçar zum Erstligisten Samsunspor. Bei diesem Verein eroberte er sich schnell einen Stammplatz und bewies sich auch in der höchsten türkischen Spielklasse. Nach zwei Jahren für Samsunspor, wechselte Güraçar zum Istanbuler Spitzenklub Beşiktaş. Bei diesem Verein wurde er vom Cheftrainer Nevio Scala häufig eingesetzt und absolvierte so in seiner ersten Saison 25 Ligaspiele. In der zweiten Saison wurde verlor er aber seinen Stammplatz und kam eher als Ergänzungsspieler zu Spieleinsätzen.
Nachdem für die Spielzeit 2002/03 Beşiktaş mit Mircea Lucescu einen neuen Trainer einstellte, sortierte dieser einige Spieler aus und setzte sie auf die Verkaufsliste. So musste auch Güraçar den Verein verlassen und einigte sich für die kommende Saison mit Trabzonspor. Hier wurde er von Cheftrainer Samet Aybaba in 27 Ligaspielen meistens über die volle Spiellänge eingesetzt. Mit dieser Mannschaft gewann Güraçar zum Saisonende den Türkischen Pokal der Saison 2002/03. 
Trotz dieser guten Saison verließ er Trabzonspor und wechselte innerhalb der Süper Lig zu Bursaspor. Bei diesem Klub kam er zwar zu vielen Spieleinsätzen, jedoch verließ er diesen wieder, nachdem zum Sommer 2004 der Klassenerhalt verfehlt wurde. Stattdessen heuerte Güraçar bei seinem alten Verein Samsunspor an. Nachdem er aber bis zur Winterpause nur in drei Spielen eingesetzt worden war, wechselte Güraçar erneut und ging dieses Mal zu Gaziantepspor. Für diesen Verein spielte er nur ein Jahr und wechselte anschließend im Frühjahr 2006 zum Hauptstadtklub MKE Ankaragücü. Auch diesen Klub verließ er nach einer halben Saison und wechselte stattdessen zu seinem früheren Klub Denizlispor. Hier gelang ihm wieder der Sprung in die Stammformation und so absolvierte er bis zum Saisonende 31 von 34 möglichen Ligaspielen.
Ab dem Sommer 2007 setzte Güraçar seine Karriere in der 2. türkischen Liga fort und spielte erst für Kocaelispor. Mit diesem wurde er Zweitligameister der Saison 2007/2008 und stieg damit in die Süper Lig auf. Da sein abgelaufener Einjahresvertrag nicht verlängert wurde, wechselte Güraçar im Sommer 2008 zu Manisaspor. Auch mit diesem Verein beendete er die Saison als Zweitligameister und erreichte so den Aufstieg. Nach diesem Erfolg verließ er erneut seinen Arbeitgeber und ging dieses Mal zum Zweitligisten Bucaspor. Auch mit diesem Verein gelang durch die errungene Vizemeisterschaft der Aufstieg in die Süper Lig. Dieses Mal wurde Güraçar aber im Kader behalten und spielte so nach vier Jahren wieder in der höchsten türkischen Spielklasse. Nachdem der Klassenerhalt aber verfehlt wurde, stieg er mit seiner Mannschaft ab und spielte noch ein Jahr in der TFF 1. Lig. Anschließend beendete er im Februar 2012 seine aktive Spielerkarriere und wechselte ins Vereinsmanagement.

### Nationalmannschaft
Güraçar wurde in seinem ersten Jahr für Beşiktaş vom damaligen türkischen Nationaltrainer Şenol Güneş zum ersten Mal in den Kader der Türkischen Nationalmannschaft berufen. In der WM2002-Qualifikationsspiel gegen Schweden saß er auf der Ersatzbank, kam aber nicht zu einem Spieleinsatz.
2003 wurde er für die zweite Auswahl der Türkischen Nationalmannschaft nominiert und absolvierte für diese Auswahl ein Länderspiel.

## Funktionärskarriere
Im Anschluss an seine Spielerkarriere übernahm er bei seinem letzten Klub Bucaspor das Amt des Sportmanagers. Von diesem Amt wurde er dann im Februar 2013 wieder entlassen.

## Erfolge

### Als Spieler
Mit TKİ Soma Linyitspor
- Playoffsieger der TFF 2. Lig und Aufstieg in die TFF 1. Lig: 1993/94

Trabzonspor
- Türkischer Pokalsieger: 2002/03

Mit Kocaelispor
- Meister der TFF 1. Lig und Aufstieg in die Süper Lig: 2007/2008

Mit Manisaspor
- Meister der TFF 1. Lig und Aufstieg in die Süper Lig: 2008/2009

Mit Bucaspor
- Vizemeister der TFF 1. Lig und Aufstieg in die Süper Lig: 2009/10